# 村林弘文
村林 弘文（むらばやし ひろふみ）は、日本の外交官。
三重県伊勢市出身。

## 略歴
名古屋大学を卒業後、1983年に外務省に入省。
ボストンでの在外研修を行ったのち、外務本省では北米局で勤務経験があるほか、在ニューヨーク総領事館、在ポートランド総領事館やフィリピン、パキスタン、ハンガリー、トリニダード・トバゴ、イエメン、オマーン、アルバニア、マラウイの在外公館で勤務した。
直近のポストは、外務省研修所指導官、総合外交政策局国際機関人事センター室長。
2021年11月より、在ヒューストン日本国総領事。

## 同期
- 相川一俊（23年EU大使・20年イラン大使）
- 相星孝一（21年韓国大使・18年イスラエル大使・14年ASEAN大使）
- 尾池厚之（23年ジュネーブ代表部大使・20年ユネスコ大使）
- 小笠原一郎（19年軍縮会議大使・16年マダガスカル大使）
- 奥山爾朗（22年ヨルダン大使）
- 片山和之（23年日本台湾交流協会台北事務所長・20年ペルー大使）
- 金杉憲治（23年中国大使）
- 杵渕正巳（22年ボスニアヘルツェゴビナ大使・20年東ティモール大使）
- 木村元（20年モザンビーク大使）
- 新美潤（22年OECD大使）
- 丸山則夫（22年アイルランド大使）
- 水内龍太（22年オーストリア大使・20年ザンビア大使）
- 水鳥真美（18年国連事務総長特別代表）
- 道上尚史（23年ブルガリア大使・21年ミクロネシア連邦大使）
- 南博（22年オランダ大使）
- 宮原信孝（18年笹川平和財団研究員）
- 森健良（21年外務事務次官）
- 山﨑和之（23年国連大使）
- 山田滝雄（20年ベトナム大使・17年ユネスコ大使・10年ASEAN大使）
- 山本広行（23年ベラルーシ大使・20年トルクメニスタン大使）
- 和田充広（21年パキスタン大使）